# Ngụy Cương
Ngụy Cương (tiếng Trung: 魏钢; sinh năm 1960) là Phó Đô đốc Hải quân Quân Giải phóng Nhân dân Trung Quốc (PLAN). Ông hiện là Ủy viên dự khuyết Ủy ban Trung ương Đảng Cộng sản Trung Quốc khóa XIX, Phó Tư lệnh kiêm Tư lệnh Hải quân Chiến khu Đông bộ Quân Giải phóng Nhân dân Trung Quốc.

## Tiểu sử
Ngụy Cương sinh năm 1960, người Bồng Lai, tỉnh Sơn Đông.
Ông từng đảm nhiệm chức vụ Hạm trưởng tàu Ngân Xuyên, Tư lệnh Căn cứ Bảo đảm Lữ Thuận thuộc Hạm đội Bắc Hải rồi Phó Chủ nhiệm Trang bị Quân chủng Hải quân và sau đó là Tham mưu trưởng Hạm đội Bắc Hải.
Tháng 5 năm 2015, ông được bổ nhiệm làm Phó Tư lệnh Hạm đội Bắc Hải.
Tháng 7 năm 2015, ông được bổ nhiệm giữ chức Chủ nhiệm Hậu cần Quân chủng Hải quân, thay cho Chuẩn Đô đốc Từ Vệ Binh.
Tháng 2 năm 2016, Chủ tịch Quân ủy Trung ương Tập Cận Bình ra tuyên bố giải thể 7 đại Quân khu gồm Bắc Kinh, Thẩm Dương, Tế Nam, Nam Kinh, Quảng Châu, Lan Châu và Thành Đô để thiết lập lại thành 5 Chiến khu là Đông bộ, Tây bộ, Nam bộ, Bắc bộ và Trung bộ
Ông được bổ nhiệm làm Tham mưu trưởng Chiến khu Nam bộ Quân Giải phóng Nhân dân Trung Quốc
Tháng 3 năm 2016, ông được điều động giữ chức Phó Bí thư Ủy ban Kiểm tra Kỷ luật Đảng ủy Hải quân Quân Giải phóng Nhân dân Trung Quốc (PLAN).
Tháng 1 năm 2017, ông được bổ nhiệm giữ chức Phó Tư lệnh kiêm Tư lệnh Hải quân Chiến khu Đông bộ Quân Giải phóng Nhân dân Trung Quốc, kế nhiệm Phó Đô đốc Tô Chi Tiền.
Ngày 31 tháng 7 năm 2017, ông được thăng quân hàm Phó Đô đốc.
Ngày 24 tháng 10 năm 2017, tại Đại hội Đảng Cộng sản Trung Quốc lần thứ XIX, ông được bầu làm Ủy viên dự khuyết Ủy ban Trung ương Đảng Cộng sản Trung Quốc khóa XIX.